# Labidioloryma strictoforceps
Labidioloryma strictoforceps är en insektsart som beskrevs av Grunshaw 1986. Labidioloryma strictoforceps ingår i släktet Labidioloryma och familjen gräshoppor. Inga underarter finns listade i Catalogue of Life.